# Kurpfalz-Gymnasium Schriesheim
Das Kurpfalz-Gymnasium Schriesheim ist ein 1973 gegründetes staatliches, allgemeinbildendes Gymnasium (G8) mit über 800 Schülern (Stand: 2024/25). Es bietet ein sprachliches Profil sowie ein naturwissenschaftliches Profil an. Die zweite Fremdsprache, Französisch oder Latein, beginnt in Klasse 6. Es ist eine von drei Schulen des Schulzentrums in Schriesheim im Rhein-Neckar-Kreis in Baden-Württemberg.

## Geschichte

### Anfänge und Bau
Der Bau des ersten Abschnitts des Kurpfalz-Schulzentrums endete 1972. Am 3. September 1973 fing der Unterricht für die ersten vier Klassen des Gymnasiums im Gebäude der bereits fertiggestellten Realschule an. Für das erste Jahr wurde als kommissarischer Leiter Fillbrunn vom Carl-Benz-Gymnasium Ladenburg hinzugezogen. Zum Beginn des Schuljahres 1974/75 wurde Emil Meixner zum Schuldirektor ernannt.
Im Sommer 1975 begann der Bau am dritten Abschnitt des Schulzentrums und dem ersten des Gymnasiums. Dieser endete ein Jahr später. Am 14. August 1976 wurde das Gymnasium durch den Schriesheimer Bürgermeister Peter Riehl eingeweiht.
Im Februar 1978 genehmigte das Kultusministerium eine Erweiterung des Gymnasiums, um die Anzahl der Klassenzimmer zu erhöhen. 1979 begann der Bau und endete ein Jahr später zum Beginn des Schuljahres 1980/81. Der erste Abiturjahrgang endete 1982 mit einem Schnitt von 2,39. Ende der 1990er folgte der Bau der anliegenden Schulsporthalle.
Im September 2006 wurde eine provisorische Mensa im Keller eingerichtet. Der Neubau der Mensa wurde im Mai 2008 beschlossen, er begann im November desselben Jahres. Im April 2010 wurde die Mensa eröffnet.

### Partnerschaften und Austausche
Am 28. September 1984 schloss die Stadt Schriesheim eine Partnerschaft mit dem südfranzösischen Uzès. Damit begann der jährliche Austausch mit der Schule Lycée Charles Gide. Seit 1977 findet jedes Jahr ein Schüleraustausch zwischen dem KGS und der Chesterton School in Cambridge statt. Außerdem findet seit 1985 ein französischer Austausch mit dem Collège Jean Zay in Brignais statt. In den 90ern und frühen 2000ern fanden mehrere Ausflüge und Austausche in die USA und nach Ungarn statt.
Es bestand zudem ab 1993 eine Schulpartnerschaft mit dem Johann-Andreas-Schubert-Gymnasium in Dresden-Gorbitz.

### Schulleiter
Der erste Direktor des Kurpfalz-Gymnasiums Emil Meixner ging am Ende Schuljahres 1988/89 in Pension, sein Nachfolger wurde Werner Rendel. 2005 wurde dieser von Matthias Nortmeyer als Schulleiter abgelöst. Nortmeyer hielt dieses Amt für zehn Jahre, bis er 2015 auch das Gymnasium verließ. Sein Nachfolger war Jürgen Sollors, der im Juli 2020 ebenfalls in Pension ging. Seit September 2020 ist Hans-Peter Kohl im Amt des Schulleiters.

## Schülerzeitung

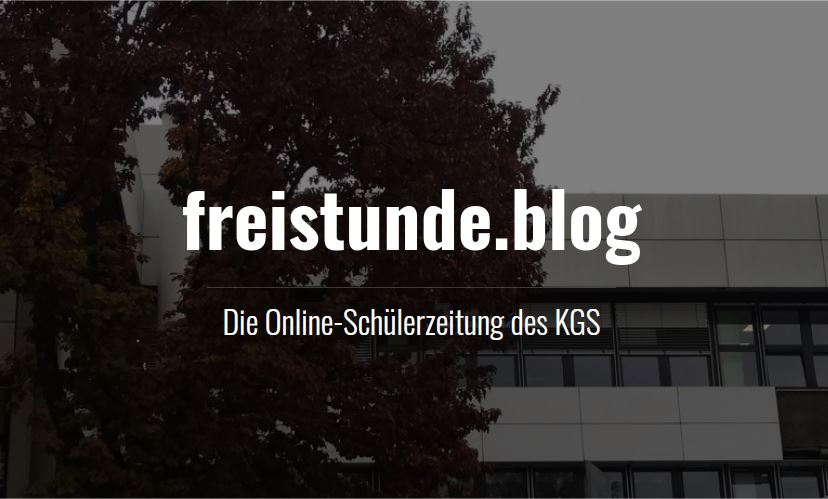
Header-Foto der online Schülerzeitung

Die Online-Schülerzeitung des KGS „freistunde.blog“ existiert seit Januar 2019. Die Schülerzeitung gibt einen Einblick in aktuelle Ereignisse, Veranstaltungen. Hunderte von Besuchern, seien es Lehrer, Schüler oder Eltern, besuchen jene Seite um Aktuelles um die Schule oder wichtige Themen zu erfahren. Sowohl Schüler als auch Lehrer sind an „freistunde.blog“ beteiligt und sorgen regelmäßig für aktuelle Themen auf der Seite.

## Arbeitsgemeinschaften
Die Schule bietet unterschiedliche AGs an, von der Schülerzeitung bis hin zur Umwelt- oder Technik-AG, sowie eine Streitschlichter-AG und um Musik. Außerdem gibt es auch wissenschaftlich orientierte AGs wie z. B. Nachwuchs forscht, die den Kindern die Umwelt näherbringt.
| Ags                              | Klassenstufen |
| -------------------------------- | ------------- |
| Band 1                           | 7–8           |
| Band 2                           | 9–12          |
| Bike                             | 5–6           |
| Cambridge Certificate            | 11–12         |
| Chor 5                           | 5             |
| Unterstufenchor                  | 6–7           |
| Oberstufenchor                   | 8–12          |
| Fair Trade                       | 6–12          |
| Fussball (Unterstufe)            | 5–6           |
| Fussball (Oberstufe)             | 10–12         |
| Nachwuchs forscht                | 7–12          |
| Nähen                            | 6–7           |
| Lego Mindstorms – Robotik        | 6             |
| Mathematik/Challenge             | 7–12          |
| Oberstufentheater                | 10–12         |
| Orchester                        | 5–12          |
| Schülerzeitung / freistunde.blog | 6–12          |
| Schulsanitätsdienst              | 7–12          |
| Steinforscher                    | 5             |
| Streitschlichter                 | 7–12          |
| Technik                          | 9–12          |
| Umwelt                           | 5–12          |

### Fairtrade-School
Seit 2019 ist das KGS offiziell eine ausgezeichnete Fairtrade-Schule. Das Fairtrade-Team des KGS besteht aus insgesamt 16 Mitgliedern, davon sind 12 Schüler von Klasse 6 bis Jahrgangsstufe 2. Sie setzen sich dafür ein, fair produzierte Nikoläuse, Osterhasen und andere fair produzierte Produkte zu verkaufen.

## Besondere Leistungen
Das KGS verfügt über ein erfolgreiches Handball-Team. Im Jahr 2019 gewannen sie das Regierungspräsidiumsfinale im Rahmen des Wettbewerbs „Jugend trainiert für Olympia“. Das Landesfinale verloren sie jedoch um ein Tor.
Im selben Jahr erlangten Schüler des Kurpfalz-Gymnasiums die ersten drei Plätze beim „Ideenwettbewerb Rhein-Neckar“. Zudem bekam die Schule eine Auszeichnung für die meisten Teilnehmer.

## Mensa
Die Schule verfügt über eine anliegende Mensa, in welcher ca. 90 Personen Platz finden. Zudem kann man an warmen Tagen auch draußen sitzen. Es gibt einen Wasserspender zum kostenlosen Gebrauch und die belegten Brötchen und Backwaren der Mensa stammen aus eigener Produktion.

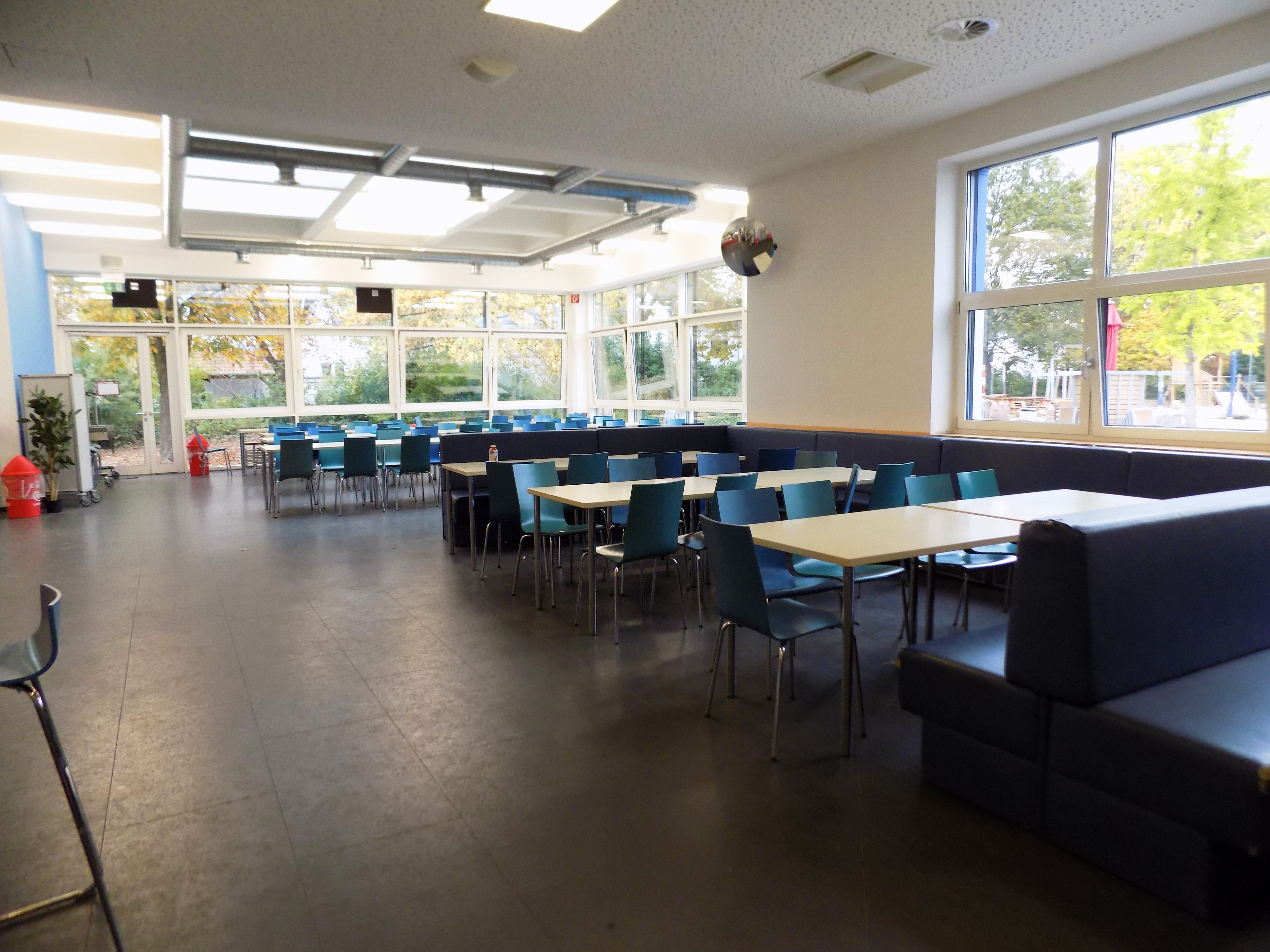
Mensa des KGS

## Grünes Klassenzimmer

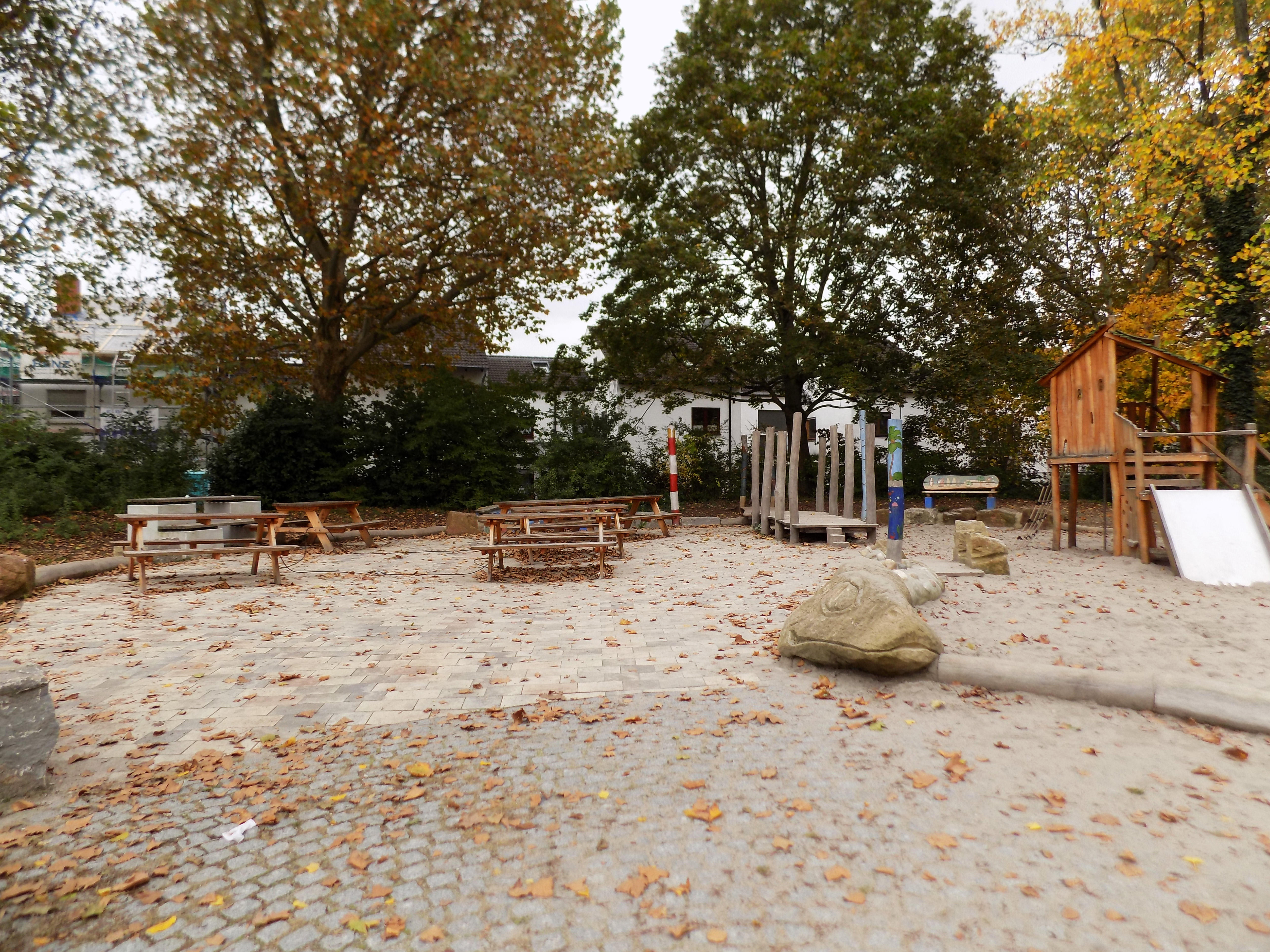
Grünes Klassenzimmer des KGS

Das grüne Klassenzimmer liegt auf dem Schulhof neben dem Spielplatz und besteht aus sechs Tischbänken. An heißen Tagen kann der Unterricht auch dort stattfinden.

## Sanierung

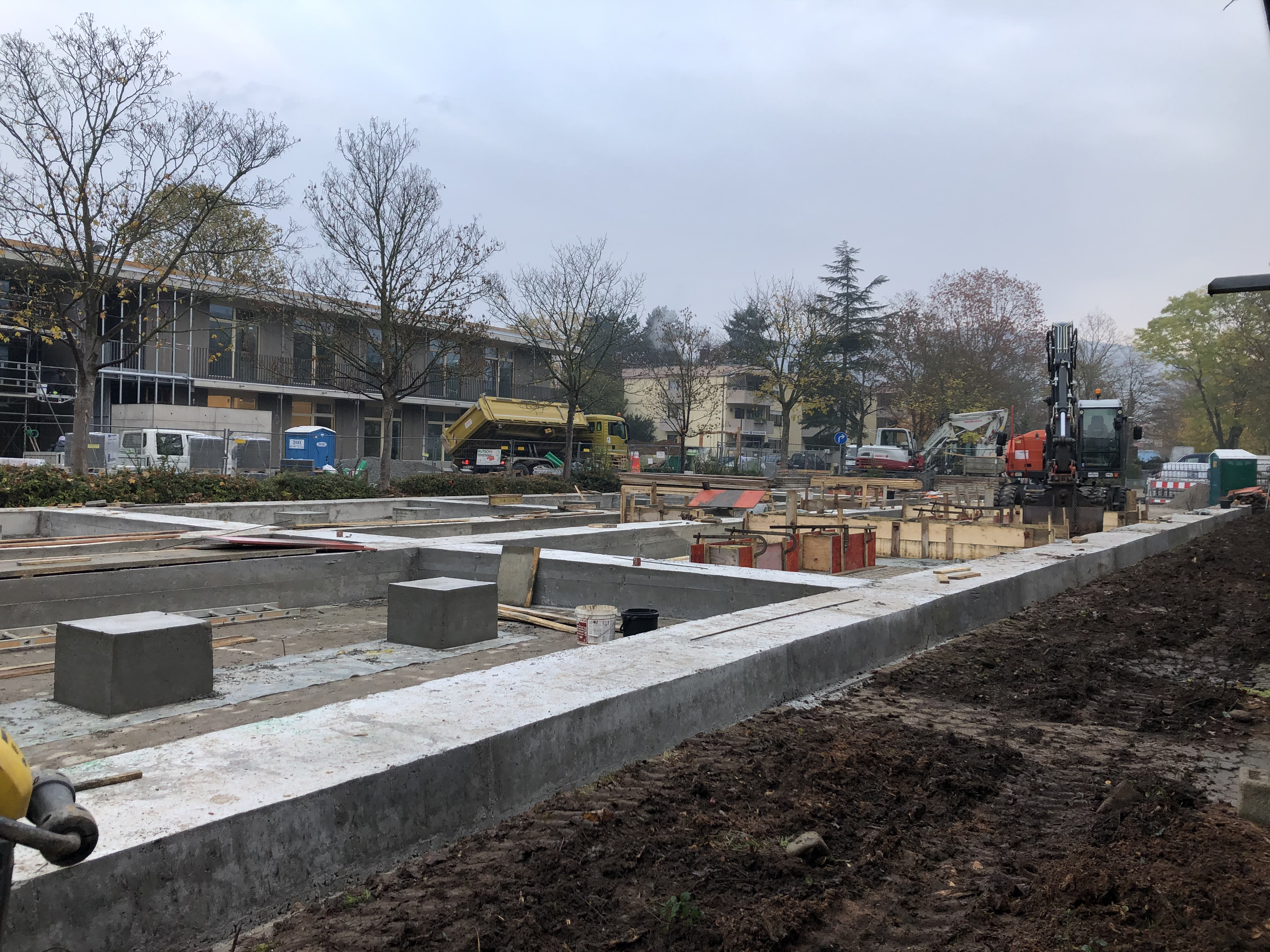
KGS Interimsbau

Aufgrund der hohen Heizungskosten und veralteter technischer Ausstattung wird die Schule seit 2020 saniert. Über die Sanierung wurde am 10. April 2020 im Gemeinderat diskutiert und grundlegende Dinge geklärt. Um den Schulbetrieb aufrechtzuerhalten, ist die Sanierung in 3 Bauabschnitte gegliedert. Der erste Bauabschnitt sollte zunächst bis Ende des Jahres 2020 dauern, Phase 2 sollte bis Ende 2021, die letzte Phase bis Frühjahr 2022 beendet sein. Dieser Zeitplan musste mehrfach angepasst werden, unter anderem aufgrund der Corona-Pandemie und des Ukraine-Konflikts. Die Kosten für die Sanierung sollen maximal 21,5 Mio. € betragen, von denen 6,7 Mio. € als Bundeszuschuss dazu kommen. Auf dem Lehrerparkplatz sind Container als Klassenzimmer Ersatz aufgestellt, hierbei bilden ca. 4 Containerelemente ein Klassenzimmer. Zwischen Dezember 2019 und Januar 2020 sollte die erste Schülergruppe umziehen, was im Frühjahr 2020 erfolgte. Das Hauptgebäude ist dreistöckig, besteht aus 114 Modulen und besitzt eine Grundfläche von ca. 615 Quadratmetern. Das Nebengebäude ist dagegen einstöckig und besteht aus nur 19 Containern (288 Quadratmeter). Der gesamte IT- und Serverbereich soll in der Schule deutlich verbessert werden. Die Leitung obliegt dem Architektenbüro Dierks Blume Nasedy (DBN) aus Darmstadt.